# NGC 5359
NGC 5359 ist ein offener Sternhaufen (Typdefinition „OCL“) im Sternbild Zirkel und etwa 2500 Parsec von der Erde entfernt. Er wurde am 17. Mai 1835 von John Herschel mit einem 18-Zoll-Spiegelteleskop entdeckt, der bei zwei Beobachtungen „Cluster VIII class, vL, loose; straggling; stars L&S; fills field. The star taken is a double one“ und „Cluster class VIII; irregular figure; 8′ diameter, consists of about a dozen stars 11th mag, and a great many 12, 13, 14th mag."“ notierte.